# 普里斯蒂內
49°8′18″N 38°34′6″E / 49.13833°N 38.56833°E

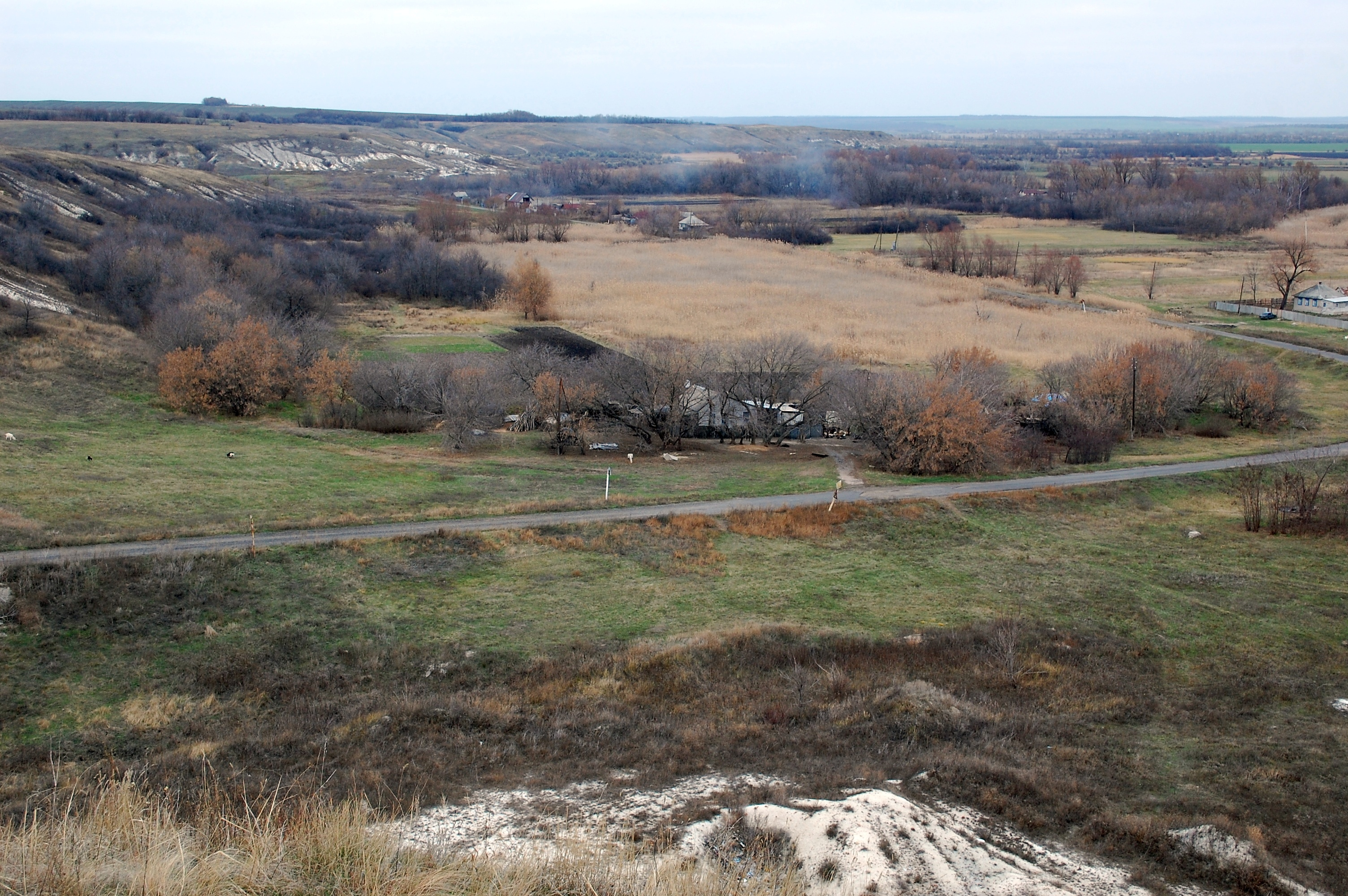
普里斯蒂内

普里斯蒂内（烏克蘭語：Пристине）是位於烏克蘭東部的村莊，由盧甘斯克州北頓涅茨克區的魯比日內市鎮負責管轄。該村始建於1951年，面積0.54平方公里，海拔高度70米，2001年人口7，人口密度每平方公里13人。